# Мірошніченко Іван Володимирович
Іван Володимирович Мірошніченко (нар. 29 серпня 1972, Веселе, Олександрійський район, Кіровоградська область) — український політик, народний депутат 8-го скликання, член парламентської фракції «Об'єднання „Самопоміч“», експерт з аграрної сфери.

## Освіта
- 1979–1987 — середня школа № 17, м. Олександрія, Кіровоградська обл., Україна. Закінчив з відзнакою
- 1987–1991 — Індустріальний технікум, м. Олександрія, Кіровоградська обл., Україна. Закінчив з відзнакою.
- 1991–1996 — Національний аграрний університет, Київ, Україна. Спеціальність — «Зовнішньоекономічна діяльність», Інститут аграрного менеджменту. Закінчив з відзнакою.
- 1994 — Школа бізнесу Університету Пурдʼю, Індіана, США.

Вільно володіє англійською мовою.

## Кар'єра
- 1996–1997 — ЗАТ «Інтерагро», Київ, Україна. (генеральний директор, комерційний менеджер)
- Січень 1997 — квітень 2008 — ЗАТ «AT Каргілл» (входить до складу Cargill Inc.), Київ, Україна. (Віце-президент ЗАТ «AT Каргілл», Керівник з закупівлі та зовнішньої торгівлі Європейського відділення).
- 2003 — квітень 2008 — ЗАТ «Баржова Компанія», (входить до складу Cargill), Київ, Україна.
- Квітень 2008 — червень 2013 — ТОВ «Нобл Ресорсіз Україна», Київ, Україна (генеральний директор та директор по Чорноморському регіону «Нобл Групп»).

Кандидат у народні депутати від партії «Сила і честь» на парламентських виборах 2019 року, № 4 у списку.

## Громадська активність
- Віце-президент Української зернової асоціації з 2005 року
- Представник ЗАТ «AT Каргілл» у Комітеті Президента України з питань іноземних інвестицій (FIAC), співголова підкомітету з питань аграрної та продовольчої політики у 2003–2008 роках
- Радник Міністра аграрної політики України 2009–2013 рік
- Член Консультативної ради при Президентові України з питань розвитку сільського господарства та сільських територій 2008–2009 рік
- Член Робочої групи з аграрних ринків при Міністерстві агропромислової політики 2007–2009 рік
- Член Координаційної ради при ДПАУ 2008–2010 рік
- Член Комітету з питань координації ринку зерна при Кабінеті Міністрів України у 2005–2007 роках
- Постійний представник ЗАТ «AT Каргілл» та ТОВ «Нобл Ресорсіз Україні» в Аграрному комітеті Американської торгової палати, співголова комітету у 2003–2005 роках та у 2010–2013 роки
- Позаштатний радник Прем'єр-міністра України, листопад 2009 — січень 2010 року
- Голова Спостережної ради «Української ф'ючерсної біржі»

## Нагороди та відзнаки
- Медаль «За заслуги» Міністерства аграрної політики України
- Грамота Прем'єр-міністра України 2012 рік
- Премія «Людина року» у номінації «Аграрій року» у 2011 році

## Особисте життя
Одружений, має трьох дітей.